# Matthew Barlow
Matthew Barlow (ur. 10 marca 1970 w Biloxi) – amerykański heavymetalowy wokalista, a także oficer policji. Były wokalista powermetalowego zespołu Iced Earth, obecnie Ashes of Ares. Śpiewa w szerokim zakresie tonacji, począwszy od mocnego, głębokiego growlu, zakończywszy na śpiewaniu falsetem.

## Historia
W młodości śpiewał w chórach kościelnych i gospel. Z biegiem czasu udzielał się w różnych zespołach, od hardrockowych po thrashmetalowe. Przed przyłączeniem się do Iced Earth śpiewał w grupie Cauldron wraz ze swoim bratem. Grał tam również na gitarze basowej.
Matthew zastąpił w Iced Earth poprzedniego wokalistę, Johna Greely’ego, który został wyrzucony z zespołu za rasistowskie, antysemickie poglądy (Jon Schaffer zabrał nawet Johna do obozu koncentracyjnego z nadzieją, iż ten zmieni swoje poglądy i podejście do ludzi, jednak Greely pozostał przy swoich zapatrywaniach). Pierwszy album, który został nagrany z wokalami Barlowa, nosił nazwę Burnt Offerings (1995). W ramach współpracy członkowie zespołu postanowili wydać na nowo niektóre ze swoich poprzednich utworów z wokalami Matta. Wokalnie poprawione utwory zostały wydane na kompilacyjnej płycie pt. Days Of Purgatory w 1997. Współpraca Barlow z Iced Earth trwała przez dziesięć lat.
Po zamachach 11 września na World Trade Center Barlow postanowił opuścić zespół, gdyż, jak twierdził, chciał pomagać ludziom osobiście, nie za pośrednictwem muzyki. Ostateczna decyzja zapadła po próbie nagrania kolejnego albumu The Glorious Burden.
Barlow był znany z dobrej interakcji z widownią. Nadawał klimatu piosenkom, które śpiewał. Na pytania fanów zespołu, czy specjalnie przygotowuje się do koncertów, do śpiewania w taki specjalny uczuciowy sposób, odpowiadał, że stara się wczuć w tekst i odśpiewać go całym sobą.
Po zamachach 11 września 2001 roku Matthew Barlow został policjantem w Georgetown Police Dept. Dołączył również (jako wokalista) do zespołu „First State Force Band”, w którym grają policjanci. Wraz z zespołem udzielał się w akcjach „Powiedz Nie – narkotykom”, „Trzymaj się z dala od przemocy”, „Szanuj swoich rodziców, nauczycieli, siebie, innych oraz życie”.
13 kwietnia 2007 Barlow został wokalistą duńskiej grupy Pyramaze, zastępując Lance’a Kinga. Zespół zaczął przygotowania do materiału na nowy album, który miał wyjść w 2008 roku. Barlow zgodził się dołączyć do zespołu, ponieważ umożliwiło mu to powrót na scenę muzyczną, bez konieczności rezygnacji z pracy w policji.
11 grudnia 2007 na oficjalnej stronie Iced Earth ukazało się informacja o powrocie Matta Barlowa do zespołu Iced Earth. Lider Iced Earth, Jon Schaffer, oświadczył, że Barlow nagra wraz z nimi album „Revelation Abomination (Something Wicked Part 2)”. Zaznaczył też, że fani mogą spodziewać się DVD z trasy promującej wydawnictwo.
Na początku maja 2008 Barlow z Iced Earth zaśpiewał koncercie Chicago Powerfest. Pod koniec maja w Europie ukazała się nowa płyta zespołu Pyramaze o tytule „Immortal” z Barlowem na wokalu. Natomiast nowy singiel Iced Earth z Barlowem ukazał się 13 czerwca w Niemczech. Na singiel „I Walk Among You” składają się cztery utwory:
1. I Walk Alone
2. Setian Massacre
3. The Clouding
4. A Charge to Keep (exclusive iTunes track)

Pierwszy utwór to materiał z najnowszego albumu długogrającego, który ukazał się jesienią 2008, natomiast reszta, to wokalnie zaaranżowane utwory z poprzedniego albumu, który był nagrany z uprzednim wokalistą Timem Owensem.
Pełny album z Matthew Barlowem ukazał się we wrześniu 2008 pod nazwą „The Crucible of Man – Something Wicked Part II”. Na przełomie 2008/2009 ukazał się CD/DVD z trasy, którą wykonywał zespół po premierze „The Crucible of Man”. Prócz tego wydano box set z ponownie nagranym albumem „Framing Armageddon” z 2007, na którym zaśpiewał Barlow. W boxie znalazł się też ostatni album oraz CD/DVD z trasy 2008/2009.

## Życie prywatne
Prywatnie Matthew Barlow jest żonaty z siostrą Jona Schaffera.

## Dyskografia

### Współpraca z Iced Earth

#### Albumy studyjne
- 1995 – Burnt Offerings
- 1996 – The Dark Saga
- 1998 – Something Wicked This Way Comes
- 2001 – Horror Show
- 2002 – Tribute to the Gods
- 2008 – The Crucible of Man

#### Live
- 1999 – Alive in Athens

#### EP
- 1999 – The Melancholy E.P.
- 2008 – I Walk Among You

#### Kompilacje
- 1997 – Days of Purgatory
- 2001 – Dark Genesis
- 2004 – The Blessed and The Damned

#### Wideo
- 2006 – Alive in Athens (DVD)

### Współpraca z Pyramaze
- 2008 – Immortal